# Приключения Васи Куролесова (мультфильм)
«Приключения Васи Куролесова» — советский рисованный мультипликационный фильм, созданный по одноимённой повести писателя Юрия Коваля режиссёром Владимиром Поповым. Фильм решён в юмористическом ключе, его отличают увлекательный сюжет, сочные характеры, лёгкие, яркие рисунки.

## Сюжет
Деревенский парень Вася Куролесов приезжает в город на рынок, чтобы купить двух поросят, но оказывается обманутым неким типом с чёрными усами (Курочкин), который вместо поросят подсовывает ему мешок с псом. Придя домой, Вася замечает, что мешок пахнет мёдом, а в ухе у пса находит пчелу.
На следующий день Вася приклеивает накладные усы и снова приходит на рынок, однако мошенник видит его и узнаёт. Васю задерживает сотрудник милиции — старшина Тараканов — и подозревает его в обмане, который совершил Курочкин, чьи усы тоже оказались приклеенными и теперь снятыми. Курочкин, в свою очередь, пересказывает историю с точностью до наоборот: будто Куролесов сам его обманул и подсунул ему злополучный мешок. Вася выражает протест; про «усы» он говорит, что отстриг их от маминой шубы, а содержимое мешка называет «матросом». Курочкин, развязав мешок, обнаруживает в нём пса, который удивил Тараканова. Пёс злобно рычит на мошенника, однако тот пинает его с такой силой, что он вылетает из милицейского участка. Васю сажают в камеру предварительного заключения, где он знакомится с неким Батоном.
Через день в участок приходит капитан милиции Болдырев, и говорит, что Вася слишком молод, а преступник пожилой, и по описанию примет Курочкина узнаёт в нём разыскиваемого бандита. Куролесов делится своими мыслями по поводу запаха мешка, и Болдырев решает подключить Васю и пса (которого главный герой назвал Матросом) к расследованию.
Понюхав тот самый мешок, Матрос приводит Болдырева и Васю к дому с ульями. В окно их увидел Курочкин. Вася срывает операцию, спонтанно ответив на вопрос Курочкина «Кто там?» — «Водопроводчики». Курочкин убегает. Капитан и Вася начинают осмотр дома, обратив внимание на пузырёк с йодом, на этикетке которого указано, что он был продан в аптеке деревни Тарасовка. В доме появляется старый знакомый Болдырева — мелкий жулик Рашпиль, продающий на рынке стекло (ранее он по требованию Курочкина отвлекал Васю, пока сам мошенник бегал за Таракановым). Он напуган, но не желает сообщать капитану подробности. Болдырев велит Рашпилю не уходить из дома.
За домом Рашпиля установлена слежка, которая к ночи не дала никаких результатов. При этом Матрос сильно напугал Васю, и Болдырев велит им отправляться домой. В тамбуре электрички (отсылка к ЭР2) Васю встречает Батон и предлагает ему стать соучастником в воровстве. Вася отказывается, и Батон выходит на станции Тарасовка. Вспомнив про йод из Тарасовки, Вася догоняет Батона, оставив при этом пса в вагоне, и тот приводит его в другой дом, в котором происходит сходка банды. Рашпиль каким-то образом уже находится там; он узнаёт Васю и высказывает Батону своё возмущение. Тот отвечает, что он не виноват.
Вася понимает, где он оказался, и пытается сам обезвредить двоих преступников (придавив Рашпиля, оглушает его хрустальной кошкой, а Батона подбрасывает к двери), но, отступая с угрозой всех перебить, он по ошибке открывает ногой шкаф вместо входной двери и оказывается заваленным кастрюлями. Рашпиль собирается зарезать Куролесова ножом, но в этот момент приходит Курочкин. Вася пытается соврать, что вокруг дома засада, однако в дом действительно врываются: сначала Матрос, а затем Тараканов и Болдырев (возможно, проследившие за Рашпилем). Рашпиля и Батона задерживают, но Курочкин предаёт своих подручных, и ему снова удаётся сбежать. Вася бежит за Матросом, который по следам приводит его на платформу «Тарасовка», где герой набрасывает металлическую урну на голову Курочкину и обезвреживает его.
В милиции, поняв, что Курочкин точно не скажет, куда дел деньги, Болдырев высказывается: «Для таких людей, как этот Курочкин, деньги не пахнут». Поняв эти слова буквально, Вася нюхает купюру и понимает, что деньги спрятаны в ульях. Главного героя и пса Матроса, который стал его другом, Болдырев и Тараканов отвозят на милицейской машине к деревне, также везя и ульи с деньгами. Болдырев предлагает Васе работать в милиции. Последний уже получил обещанную награду — карманные часы. На прощание он, взглянув на свои новые часы, сообщает Болдыреву, что сейчас 18 часов и 40 минут, и идёт домой.

### Отличия от оригинала
- В оригинале усы Курочкина были настоящими и впоследствии сбритыми, причём к его пришествию в дом, где происходила его встреча с сообщниками, они как-то уже появились. Здесь же они, как и у Куролесова, поддельные, что не менее логично.
- В оригинале, когда Болдырев посоветовал Куролесову возвращаться домой, Вася так и сделал и долго был дома, после чего, заинтересовавшись продолжением расследования, поехал к нему и в электричке встретился с Батоном. В мультфильме это произошло, когда Вася ехал домой.
- В оригинале похищенные деньги помог Васе достать из ульев пчелиный мастер Емельяныч, здесь Вася сделал это сам.

## Создатели
- Авторы сценария — Юрий Коваль, Владимир Попов
- Кинорежиссёр — Владимир Попов
- Художники-постановщики — Аркадий Шер, Левон Хачатрян
- Композитор — Евгений Крылатов
- Кинооператор — Кабул Расулов
- Звукооператор — Борис Фильчиков
- Художники-мультипликаторы: Эльвира Маслова, Наталия Богомолова, Рената Миренкова, Юрий Кузюрин, Марина Рогова, Марина Восканьянц, Галина Зеброва, Владимир Зарубин, Антонина Алёшина, Владимир Вышегородцев, Виктор Лихачёв
- Редактор — Раиса Фричинская
- Директор съёмочной группы — Любовь Бутырина

## Роли озвучивали
- Михаил Кононов — Вася Куролесов
- Вера Васильева — Евлампиевна, мама Васи
- Юрий Яковлев — капитан Болдырев
- Вячеслав Невинный — старшина Тараканов / старик-железнодорожник из Тарасовки / продавщица ряженки на рынке
- Борис Новиков — Курочкин / торговец-зазывала на рынке
- Лев Дуров — Рашпиль
- Евгений Леонов — Батон

## Персонажи
Вася Куролесов
- Деревенский парень. Любит пререкаться и торговаться. Механик. Любит технику. Живёт с мамой. Недолюбливает поросят. Сообразителен и независим.

Кармановская милиция
- Капитан Болдырев — опытный сыщик, оперативник и отличный психолог.
- Старшина Тараканов — помощник Болдырева. С виду простоватый и незлобный, но отличается отменной исполнительностью. В отличие от Болдырева, не расстаётся с милицейской формой (погоны Тараканова соответствуют званию старшего сержанта).

Преступные элементы
- Курочкин, он же «Черноусый» — опасный преступник (мошенник, вор, грабитель), главарь банды, постоянно и по любому поводу применяющий огнестрельное оружие.
- Рашпиль — хулиган и задира, стекольщик, угрюмый и небритый мужик в фуфайке и кепке. Один из давних жуликов, главный помощник Курочкина. Имеет при себе нож, который может пустить в дело, но Вася его обезвреживает с помощью Матроса, Болдырева и Тараканова.
- Батон — тоже подручный Курочкина, специалист по кражам. Увалень с притворно-добродушным выражением лица, обут в дорогие и добротные туфли. Не так злобен, как его сообщники, но туповат.

Прочие
- Евлампиевна, мама Васи.
- Матрос, пёс Васи, в прошлом — невольный «подручный» Курочкина.
- Старик-железнодорожник в Тарасовке.

## Радиоспектакль
На основе звуковой дорожки из мультфильма 1981 года был создан радиоспектакль (текст читает Александр Пожаров, роли озвучивали Евгений Леонов, Юрий Яковлев, Михаил Кононов, Борис Новиков и др., авторы сценария — Юрий Коваль, Владимир Попов, композитор — Евгений Крылатов). В 1995 году эта запись была издана фирмой «Твик Лирек» на аудиокассетах, а в 2002 — на CD; также она транслировалась в качестве радиоспектакля на «Радио России».

### Комментарии
1. ↑  Ляп возник вследствие сокращения сюжета — в книге после слежки за домом прошло несколько недель, а не часов.